# ITPSV 90 マークスマン
ITPSV 90 マークスマン（フィンランド語: Ilmatorjuntapanssarivaunu 90 Marksman）は、フィンランド陸軍が装備する対空戦車である。ITPSV 90 Marksmanは、日本語に訳すと「90式マークスマン対空戦車」の略である。

## 概要
T-55AM（Ps.262）の車台に、イギリスのヴィッカース社（現BAEシステムズ社）が開発した「マークスマン砲塔」を搭載している。なお、マークスマン砲塔は文字通り砲塔部のみに全機能が集約された汎用の対空射撃システムであり、各国各種の戦車車体に搭載が可能である。
砲塔は、左右側面にスイスのエリコン社製35mm対空機関砲KDA（コンテナ式弾倉に焼夷榴弾/曳光焼夷弾230発と曳光装弾筒付徹甲弾20発の計250発収納）を1門ずつ装備している。
後方上部には捜索距離12km、追尾距離10kmの捜索兼追尾用レーダー1基が搭載され、非使用時には後ろに倒すことができる。また、計測可能距離8kmのレーザー測距機付きの2軸安定化光学照準装置2基を装備しているので、レーダーと光学照準装置で最大3目標の同時追尾が可能である。
補助動力装置（APU）はディーゼルエンジンで、砲塔後部に搭載されている。

## 比較
|          | ゲパルト     | 87式         | マークスマン | 95式                | K30                    | ツングースカ             | 09式               |
| -------- | ------------ | ------------ | ------------ | ------------------- | ---------------------- | ------------------------ | ------------------ |
| 画像     |              |              |              |                     |                        |                          |                    |
| 全長     | 7.68 m       | 7.99 m       | 6.20 m       | 6.71 m              | 6.77 m                 | 7.93 m                   | 6.70 m             |
| 全幅     | 3.71 m       | 3.18 m       | 3.60 m       | 3.2 m               | 3.3 m                  | 3.24 m                   | 3.2 m              |
| 全高     | 3.29 m       | 4.40 m       | 不明         | 3.4 m 4.82 m        | 4.065 m                | 3.36 m 4.01 m            | 3.4 m 4.82 m       |
| 重量     | 47.5 t       | 38.0 t       | 41.0 t       | 22.5 t              | 25.0 t                 | 34.0 t                   | 35.0 t             |
| 武装     | 35mm機関砲×2 | 35mm機関砲×2 | 35mm機関砲×2 | 25mm機関砲×4 QW-2×4 | 30mm機関砲×2 神弓×不明 | 30mm連装機関砲×2 9M311×4 | 35mm機関砲x2 SAMx4 |
| 最高速度 | 65 km/h      | 53 km/h      | 52 km/h      | 53 km/h             | 60 km/h                | 65 km/h                  | 55 km/h            |
| 乗員数   | 3名          | 3名          | 3名          | 4名                 | 3名                    | 4名                      | 3名                |

## 配備
フィンランド陸軍は1988年12月から7両購入し、1991年10月から納入された。しかし、1992年に不具合が発見されたため、1993年-1994年に改修が行われ、1996年から実戦配備された。
2010年に一旦退役したが、2015年から砲塔をレオパルト2A4戦車の車台に載せ換えたITPSV Leopard 2 Marksmanとして再配備された。